# Pas de Drake

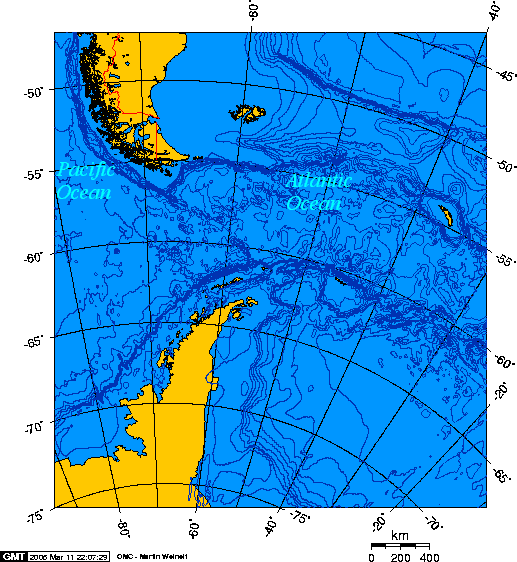
El Passatge Drake

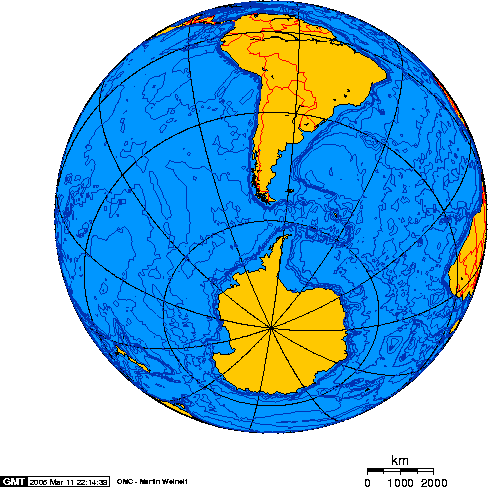
Projecció ortogràfica hemisfèrica centrada en el Pas de Drake

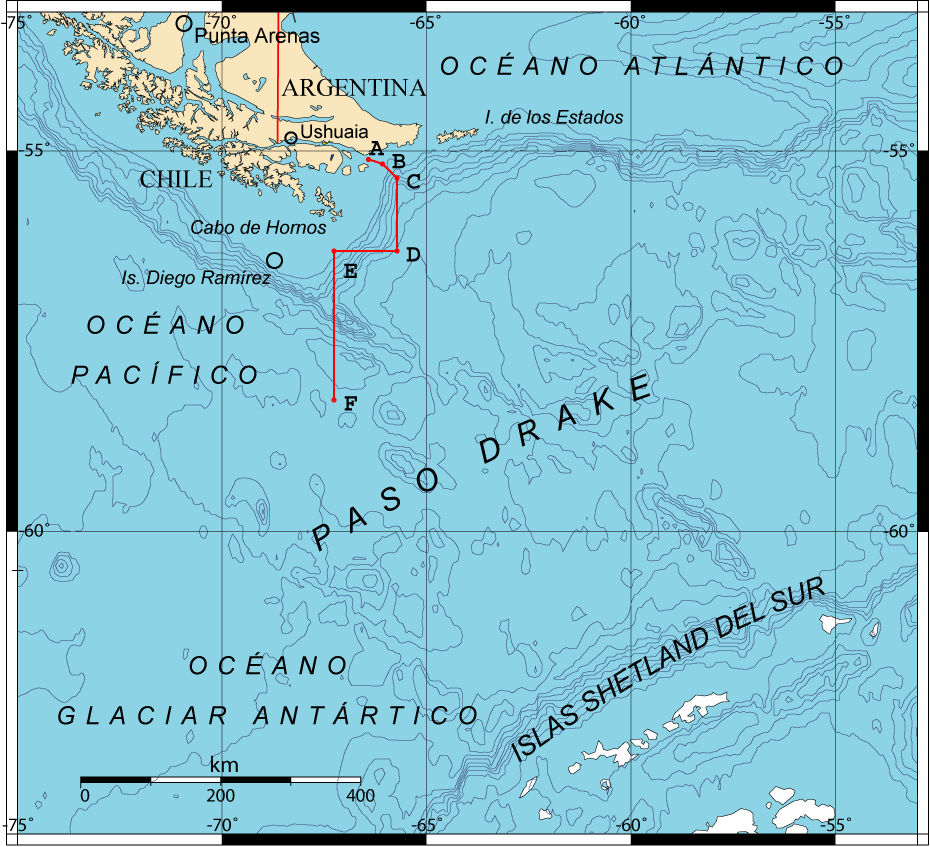
El Pas de Drake mostrant els punts de frontera marítima A, B, C, D, E i F acordats al Tractat de Pau i Amistat de 1984 entre Xile i Argentina

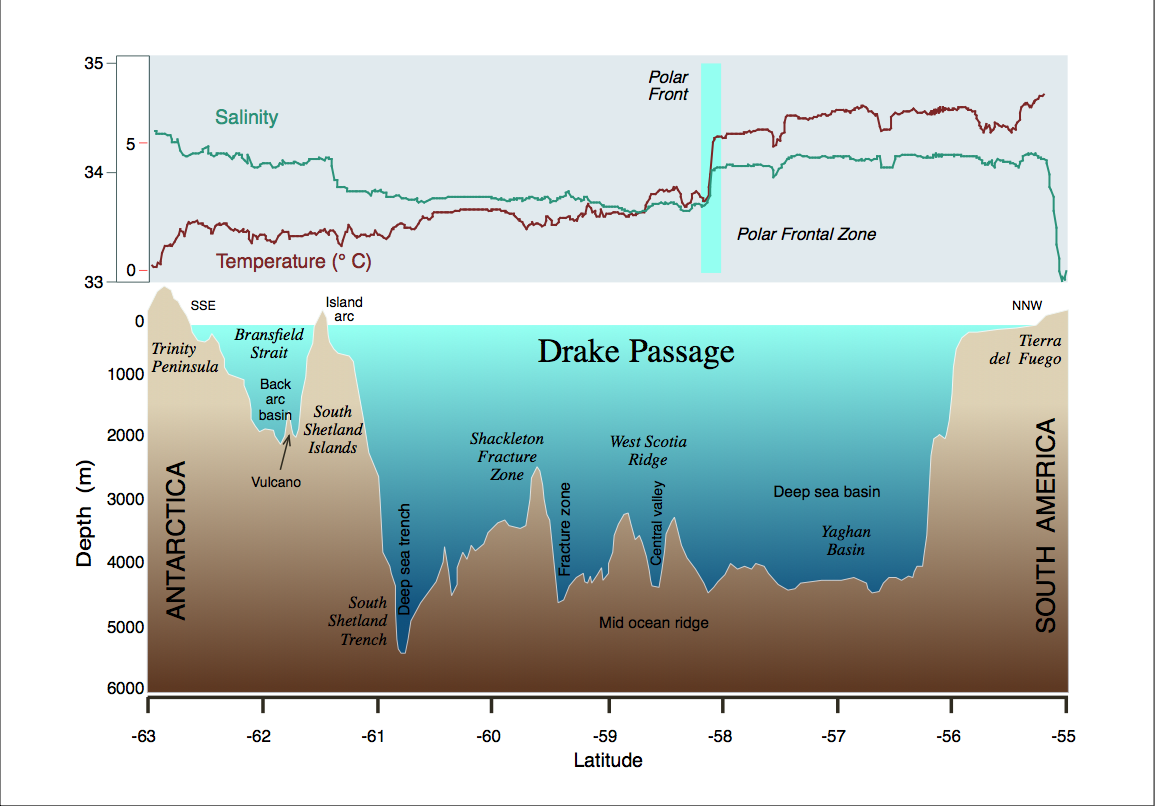

El Pas Drake o Passatge de Drake, o Mar de Hoces és el tram de mar que separa Amèrica del Sud de l'Antàrtida, entre el Cap d'Hornos (Xile) i les Illes Shetland del Sud (Antàrtida). Comunica l'oceà Pacífic a l'oest amb el Mar del Scotia a l'est. La seva amplada és d'uns 800 km. Les seves aigües són de les més tempestuoses del món.
El pas de Drake és considerat un dels passos més traïdors per als vaixells. Els corrents a la seva latitud no troben resistència de cap massa terrestre i les ones superen els 12 m, d'aquí la seva reputació com «la convergència de mars més poderosa».
Com que el pas de Drake és el pas més estret al voltant de l'Antàrtida, la seva existència i forma influeixen fortament en la circulació de l'aigua al voltant de l'Antàrtida i en la circulació oceànica global, així com en el clima global. La batimetria del pas de Drake té un paper important en la barreja global de l'aigua oceànica.

## Nom
La cartografia oficial xilena el denomina Paso Drake i l'argentina, Pasaje de Drake. El 2006 va ser presentat un projecte en el Congrés Argentí, patrocinat per la legislatura de la província de Santa Cruz per rebatejar-lo a Mar de Piedra Buena, fonamentat en la intenció d'honorar a Luis Piedra Buena i retirar de la cartografia oficial argentina el nom d'un corsari anglès.
Existeix una altra denominació espanyola, Mar de Hoces, que està referida al nom del seu descobridor espanyol.

## Història
Va ser descobert pel marí espanyol Francisco de Hoces el 1525, quan el seu vaixell, el San Lesmes, que formava part d'un comboi que tractava de creuar l'estret de Magallanes, va ser arrossegat per un fort temporal cap als 55° sud, veient-se obligat a arribar a l'Oceà Pacífic vorejant el cap d'Hornos, mai abans albirat per cap europeu. Per aquest motiu, apareix com a Mar de Hoces a la majoria de mapes i fonts espanyoles i hispanoamericanes.
El pas va rebre el seu nom anglès de Sir Francis Drake durant la seva expedició d'atac. Després de passar per l'estret de Magallanes amb Marigold, Elizabeth i el seu vaixell insígnia Golden Hind, Drake va entrar a l'oceà Pacífic i va ser portat molt al sud en una tempesta. Marigold es va perdre i Elizabeth va abandonar la flota. Només el Golden Hind de Drake va entrar al pas. Aquest incident va demostrar als anglesos que hi havia aigües obertes al sud d'Amèrica del Sud.
El primer viatge registrat pel passatge va ser el del vaixell Eendracht, capitanejat pel navegant holandès Jacob Le Maire l'any 1616, anomenant el cap d'Hornos en el procés. Posteriorment, arran del viatge del pirata anglès Sir Francis Drake, els cronistes anglosaxons van imposar majoritàriament el nom de Drake Passage, d'on s'ha elaborat la toponímia internacional.
El primer trànsit amb motor humà (a rem) pel passatge es va realitzar el 25 de desembre de 2019. El seu èxit es va convertir en el tema d'un documental del 2020, The Impossible Row .

## Geografia
El pas de Drake es va obrir quan l'Antàrtida es va separar d'Amèrica del Sud a causa de la tectònica de plaques. Hi ha molt debat sobre quan va passar això. L'obertura va tenir un efecte important en els oceans globals a causa de corrents profunds com el Corrent Circumpolar Antàrtic (ACC). Aquesta obertura podria haver estat una de les principals causes dels canvis en la circulació global i el clima, així com la ràpida expansió de les capes de gel antàrtiques, perquè a mesura que l'Antàrtida estava envoltada per corrents oceàniques, es va tallar de rebre calor de les regions més càlides. La datació precisa de la primera obertura del passatge de Drake es complica per l'existència de fragments de plaques, que s'han reconstruït per mostrar l'edat de l'obertura més antiga.
El pas és l'encreuament més curt existent entre l'Antàrtida i la resta de les terres emergides del planeta. El límit entre l'Atlàntic i el Pacífic és considerat, de vegades, com una línia entre el cap d'Hornos i les Illes Shetland del Sud. També s'assenyala com a límit natural entre ambdós oceans la corba formada per les Antilles del Sud, o Arc de Scotia, que penetra cap a l'est. Encara que el límit convencional més utilitzat és el meridià del cap d'Hornos, fins a tocar el paral·lel 60º Sud, on comença l'Oceà Glacial Antàrtic.
El pas és mar obert, excepte per les petites Illes Diego Ramírez a uns 100 km al sud-oest del cap d'Hornos. No hi ha cap massa de terra significativa al voltant del món a la latitud del Pas Drake, cosa que permet el lliure desplaçament del corrent circumpolar antàrtic que porta un enorme volum d'aigua (al voltant de 600 vegades el flux de l'Amazones) a través del pas i al voltant de l'Antàrtida.
Les aigües del pas són famoses per ser força tempestuoses, amb ones de més de 10 metres molt freqüents. Localitzat entre els 56 i (aproximadament) 60 graus de latitud sud, el pas és indubtablement la causa del refrany mariner: "Sota dels 40 graus, no hi ha llei. Sota dels 50 graus, no hi ha Déu".
És una bona zona per a l'albirament de balenes, dofins i aus marines, com el petrell gegant, d'altres petrells, albatros i pingüins.
D'acord amb estudis químics de dents de peixos trobades en roques sedimentàries oceàniques, el Pas Drake estava tancat fins fa uns 41 milions d'anys. Abans que el pas s'obrís, l'Atlàntic i el Pacífic estaven completament separats i l'Antàrtida no tenia capa de gel. En unir-se els oceans, el corrent circumpolar antàrtic va començar a fluir, refredant significativament l'Antàrtida.
Malgrat ser el principal nexe d'unió entre el Pacífic i l'Atlàntic, pel desgel produït als últims anys al pol Nord, s'especula que apareixerà una via molt més segura i en molts casos més ràpida, el Pas del Nord-oest.

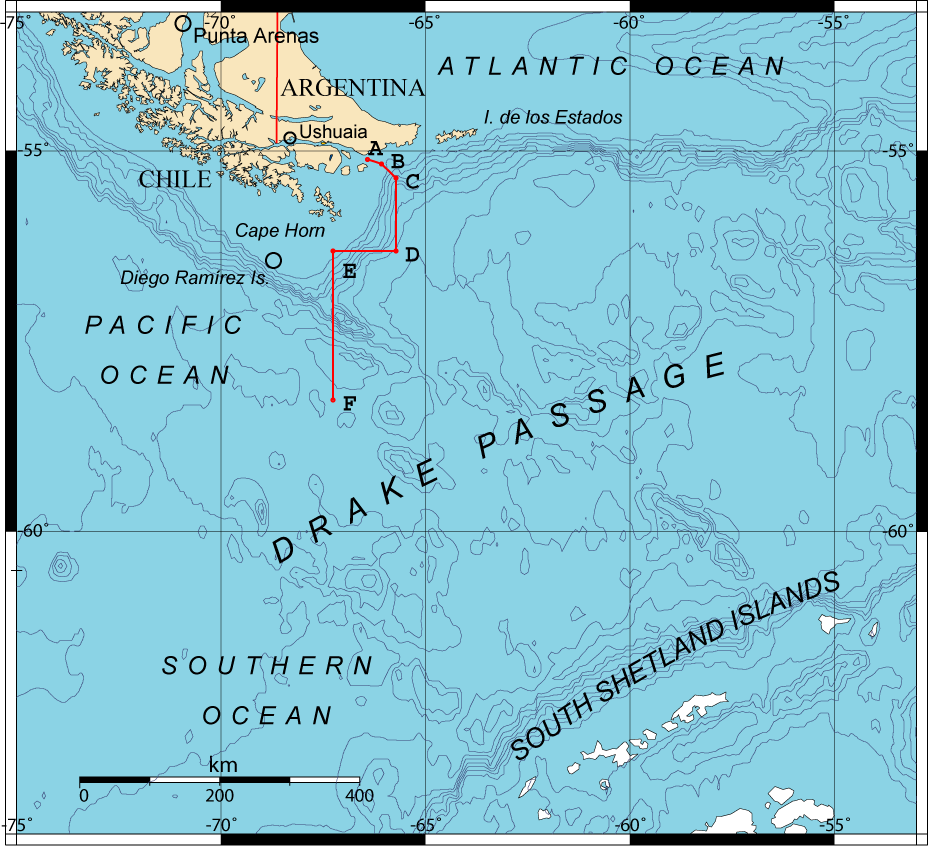
Pas de Drake que mostra els punts límit A, B, C, D, E i F acordats pel Tractat de Pau i Amistat de 1984 entre Xile i Argentina

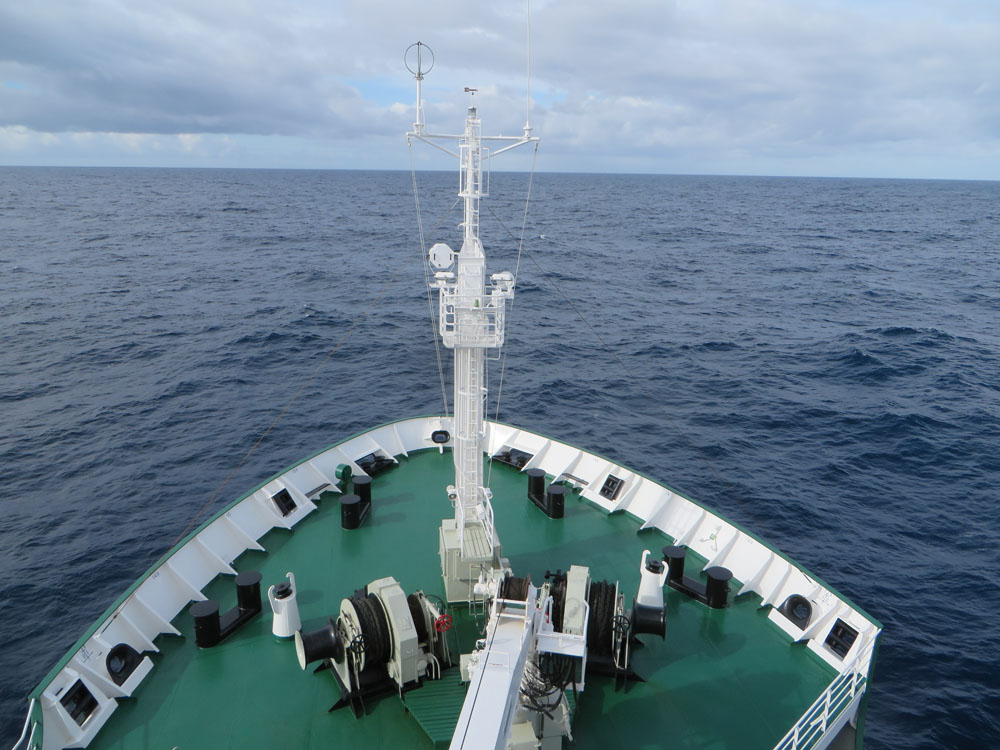
Vaixell d'expedició turística que travessa el pas de Drake fins a l'Antàrtida

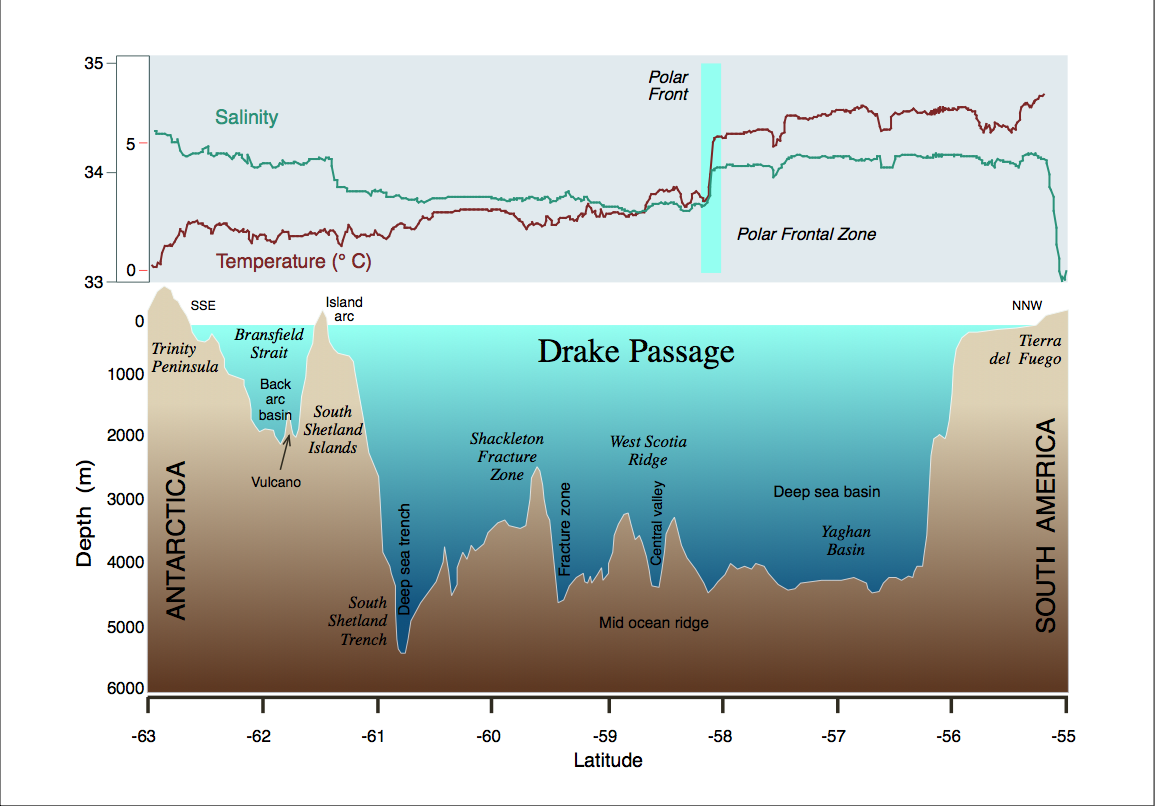
Perfil de profunditat amb salinitat i temperatura per a la superfície

Els 800 km del pas entre el cap d'Hornos i l'Illa Livingston és la travessa més curta des de l'Antàrtida a una altra massa terrestre. El límit entre l'Oceà Atlàntic i el Pacífic de vegades es considera una línia traçada des del Cap d'Hornos fins a l'illa de les Neus (130 km al nord de l'Antàrtida continental), tot i que l'Organització Hidrogràfica Internacional el defineix com el meridià que passa pel cap d'Hornos — 67° 16′ O. Ambdues línies es troben dins del pas de Drake.
Els altres dos passos al voltant de l'extrem sud d'Amèrica del Sud (encara que no rodegen el cap d'Hornos com a tal), l'estret de Magallanes i el Canal de Beagle, són estrets, deixant poc marge de maniobra per a un vaixell. Poden quedar atrapats al gel. De vegades, el vent bufa tan fort que cap vaixell de vela pot avançar-hi. Per tant, la majoria dels vaixells de vela prefereixen el pas de Drake, que és aigües obertes durant centenars de milles. Les petites illes Diego Ramírez es troben a uns 100 km al sud-sud-oest del cap d'Hornos.
No hi ha cap terra significativa a les latituds del pas de Drake. Això és important per al flux sense obstacles cap a l'est del Corrent circumpolar antàrtic, que transporta un gran volum d'aigua a través del pas i al voltant de l'Antàrtida.
El pas acull balenes, dofins i ocells marins, com ara petrells gegants, altres petrells, albatros i pingüins.

## Importància en l'oceanografia física

El pas de Drake (mig de la imatge) en relació amb la circulació termohalina global

La presència del pas de Drake permet connectar les tres conques oceàniques principals (Atlàntic, Pacífic i Índic) mitjançant el corrent circumpolar antàrtic, el corrent oceànic més fort, amb un transport estimat de 100–150 Sv (Sverdrups, milions de m3/s).). Aquest flux és l'únic intercanvi a gran escala que es produeix entre els oceans globals, i el pas de Drake és el pas més estret del seu flux al voltant de l'Antàrtida. S'ha fet una quantitat important d'investigacions per entendre com la forma del pas de Drake (batimetria i amplada) afecta el clima global.

### Interaccions oceàniques i climàtiques
Les característiques principals dels camps de temperatura i salinitat de l'oceà modern, inclosa l'asimetria tèrmica general entre els hemisferis, la relativa salinitat de les aigües profundes formades a l'hemisferi nord i l'existència d'una circulació transequatorial, es desenvolupen després de l'obertura del pas de Drake.

La trama mostra una mitjana anual (2020) de la intensitat del corrent superficial (del conjunt de dades de GODAS), juntament amb les línies de corrent. Seguint les línies de corrent, és fàcil veure que el corrent no està tancat en si mateix sinó que interactua amb les altres conques oceàniques (connectant-les). El pas de Drake té un paper important en aquest mecanisme.

La importància d'un pas obert de Drake s'estén molt més que les latituds de l'oceà Austral. Els Quaranta rugents i els Furious Fifties bufen per l'Antàrtida i impulsen el Corrent Circumpolar Antàrtic. Com a resultat del Transport d'Ekman, l'aigua es transporta cap al nord des del Corrent Circumpolar Antàrtic (a la part esquerra mentre mira a la direcció del rierol). Mitjançant una especificació lagrangiana, les parcel·les d'aigua que passen pel passatge Drake es poden seguir en el seu viatge pels oceans. Al voltant de 23 Sv d'aigua es transporten des del pas de Drake fins a l'equador, principalment als oceans Atlàntic i Pacífic. Per fer una comparació contundent, aquest valor no està lluny del transport del Corrent del Golf a l'Estret de Florida (33 Sv), però és un ordre de magnitud inferior al transport del Corrent Circumpolar Antàrtic (100–150 Sv). L'aigua transportada des de l'oceà Antàrtic fins a l'hemisferi nord contribueix al balanç de masses global i permet la circulació meridional a través dels oceans.
Diversos estudis van relacionar la forma actual del pas de Drake amb una circulació d'inversió meridional atlàntica (AMOC) eficaç. S'han realitzat models amb diferents amplades i profunditats del pas de Drake, i s'han analitzat els canvis consegüents en la circulació oceànica global i la distribució de la temperatura. Sembla que la "cinta transportadora" de la circulació termohalina global només apareix en presència d'un pas obert de Drake, subjecte a força del vent. En particular, amb un pas de Drake tancat, no hi ha cap cèl·lula d'aigües profundes de l'Atlàntic Nord, ni corrent circumpolar antàrtic (òbviament, ja que l'Antàrtida no està completament envoltada d'aigua). Amb un pas de Drake menys profund, apareix un corrent circumpolar antàrtic feble, però encara no hi ha cap cèl·lula d'aigües profundes de l'Atlàntic Nord.

El pas de Drake influeix en la temperatura de la superfície global i la circulació atlàntica. Amb un pas de Drake tancat, no hi ha corrent circumpolar antàrtic (ja que el Pacífic i l'Atlàntic no estan connectats), cap cèl·lula d'aigües profundes de l'Atlàntic Nord, l'hemisferi sud és més càlid i l'hemisferi nord és més fred. Aprofundint gradualment el pas de Drake, apareix un Corrent circumpolar antàrtic més lleuger, però amb un DP de 690 m de profunditat encara no hi ha NADW i l'hemisferi nord encara és més fred. Només amb la forma actual (amplada i profunditat) del pas de Drake, l'hemisferi sud és prou fred perquè aparegui la capa de gel antàrtica, i la circulació atlàntica és prou forta perquè l'hemisferi nord s'escalfi. (adaptat de [Sijp i Anglaterra, 2003])

També s'ha demostrat que la distribució actual del carboni inorgànic dissolt només es pot obtenir amb un pas de Drake obert.
En resum, no només el pas de Drake ha d'estar obert per permetre que el corrent circumpolar antàrtic flueixi al voltant de l'Antàrtida, sinó que també la topografia actual és l'única que permet el transport suficient des de l'oceà Antàrtic per sostenir una cèl·lula d'aigües profundes de l'Atlàntic Nord, permetent així una circulació termohalina prou forta.
Per establir una connexió amb la temperatura de la superfície global, un pas obert (i prou profund) de Drake refreda l'Oceà Antàrtic i escalfa les altes latituds de l'hemisferi nord. De fet, l'aïllament de l'Antàrtida pel Corrent Circumpolar Antàrtic (que només pot fluir amb un pas obert de Drake) és acreditat per molts investigadors com a causa de la glaciació del continent i el refredament global a l'època de l'Eocè.

### Turbulència i mescla
La mescla diapical és el procés pel qual es barregen diferents capes d'un fluid estratificat. Afecta directament els gradients verticals, per la qual cosa és de gran importància en tots els tipus de transport i circulació impulsats per gradients (com la circulació termohalina). D'una manera simplificada, la barreja impulsa la circulació termohalina global: sense barreja interna, l'aigua més freda mai no estaria per sobre de l'aigua més calenta i no hi hauria circulació impulsada per la densitat (flotabilitat). No obstant això, es creu que la barreja a l'interior de la major part de l'oceà és deu vegades més feble del que cal per suportar la circulació global. S'ha plantejat la hipòtesi que l'extra-mescla es pot atribuir a la ruptura d'ones internes (ones de Lee). Quan un fluid estratificat arriba a un obstacle intern, es crea una ona que finalment es pot trencar, barrejant les capes del fluid. S'ha estimat que la difusivitat diapicnal al passatge de Drake és aproximadament 20 vegades el valor immediatament cap a l'oest al sector del Pacífic del corrent circumpolar antàrtic. Gran part de l'energia que es dissipa a través de la ruptura interna de les ones (al voltant del 20% de l'energia eòlica introduïda a l'oceà) es dissipa a l'oceà austral.
En resum, sense la topografia gruixuda a les profunditats del pas de Drake, la barreja interna oceànica seria més feble i la circulació global es veuria afectada.

La densitat (flotabilitat) impulsa una circulació interna només si la massa d'aigua més densa (més freda o salada) es troba per sobre de la menys densa (més càlida o menys salada). En absència de cap pertorbació, el fluid assumeix una forma estratificada. Sense tenir en compte les diferències de salinitat, els únics motors possibles d'aquesta circulació són les diferències de temperatura verticals. Tanmateix, l'aigua s'escalfa i es refreda al mateix nivell, és a dir, a la superfície a l'equador i a la superfície als pols. La força que empeny l'aigua més freda per sobre de l'aigua més càlida és la mescla interna, que és més intensa en presència de topografia rugosa, com al pas de Drake.

### Importància històrica en les observacions oceanogràfiques
Les mesures de propietats oceàniques per satèl·lit a tot el món estan disponibles des de la dècada de 1980. Abans d'això, les dades només es podien recollir a través de vaixells oceànics fent mesures directes. El Corrent Circumpolar Antàrtic ha estat (i està) estudiat fent transectes repetits. Amèrica del Sud i la Península Antàrtica restringeixen el corrent circumpolar antàrtic al pas de Drake: la comoditat de mesurar el corrent circumpolar antàrtic a través del pas es troba en els límits clars del corrent en aquesta franja. Fins i tot després de l'arribada de les dades d'altimetria per satèl·lit, les observacions directes al pas de Drake no han perdut la seva excepcionalitat. La relativa poca profunditat i estretor del passatge fa que sigui especialment adequat per avaluar la validesa de magnituds que canvien horitzontalment i verticalment (com la velocitat en la teoria clàssica d'Ekman.)
A més, la força del corrent circumpolar antàrtic fa que els meandres i els anells ciclònics del nucli fred siguin més fàcils d'observar.